# Lục quân Việt Nam Cộng hòa
Il  Lục quân Việt Nam Cộng hòa (in lingua italiana Esercito della Repubblica del Vietnam), conosciuto anche come Esercito del Vietnam del Sud e Army of the Republic of Viet Nam (ARVN) era la forza di terra delle forze armate della Repubblica del Vietnam, le forze militari del Vietnam del Sud, nate nel 1955 e sciolte nel 1975 con la Caduta di Saigon. Si stima che ebbero 1.394.000 vittime, tra morti e feriti, durante la Guerra del Vietnam.
Dopo la caduta di Saigon, avvenuta per mano delle forze nordvietnamite, l'esercito sudvietnamita venne sciolto. Alcuni alti ufficiali lasciarono il paese e ripararono negli Stati Uniti, mentre migliaia di ex ufficiali furono condotti nei campi di rieducazione del nuovo governo comunista.